# Spergularia heldreichii
Spergularia heldreichii é uma espécie de planta com flor pertencente à família Caryophyllaceae. 
A autoridade científica da espécie é Foucaud, tendo sido publicada em Note Spergularia 5 (1903).

## Portugal
Trata-se de uma espécie presente no território português, nomeadamente em Portugal Continental.
Em termos de naturalidade é nativa da região atrás indicada.

## Protecção
Não se encontra protegida por legislação portuguesa ou da Comunidade Europeia.